# Fritz Brandstetter
Friedrich „Fritz“ Brandstetter,  (* 29. November 1891; † 7. Oktober 1926) war ein österreichischer Fußballspieler. Der Abwehrspieler stand zeit seines Lebens im Schatten seines Bruders, des ehemaligen Rekordnationalspielers Seppl Brandstetter, spielte jedoch ebenso im österreichischen Nationalteam.

## Karriere
Fritz Brandstetter begann seine Fußballkarriere gemeinsam mit seinem älteren Bruder „Seppl“ Brandstetter im Jahr 1908 bei Rapid Wien. Er zählte zu der berühmten Rapid-Mannschaft, die unter Trainer Dionys Schönecker die erste österreichische Fußballmeisterschaft 1912 gewann. Im selben Jahr kam er auch zu seinem einzigen Einsatz in der österreichischen Nationalmannschaft, im Duell gegen Ungarn am 3. November 1912. Seine aufstrebende Karriere nahm jedoch durch den Ersten Weltkrieg ein abruptes Ende. Fritz Brandstetter zog sich eine schwere Knieverletzung zu, welche ihm nicht mehr erlaubte, Fußball zu spielen. Er starb 1926 an einem Lungenleiden, ebenfalls eine Spätfolge des Ersten Weltkriegs. Er wurde am Baumgartner Friedhof bestattet. Das Grab ist bereits aufgelassen.

## Stationen
- SK Rapid Wien (1908–1916)

## Erfolge
- 3 × Österreichischer Meister: 1912, 1913, 1916
- 1 × Österreichischer Vizemeister: 1914

- 1 Länderspiel für die österreichische Fußballnationalmannschaft 1912